# SpaceClaim
SpaceClaim est un logiciel de modélisation 3D directe édité par la société du même nom, acquise en mai 2014 par ANSYS Inc,.
Il fonctionne sous Windows.

## Concurrence
Ses principaux concurrents sont 
- PTC Creo Elements Direct Modeling
- Pro/Engineer de la société PTC.
- NX (Unigraphics) développé par la société UGS
- Solidworks de Dassault Systèmes
- Mechanical Desktop de Autodesk
- Inventor de Autodesk
- CATIA de Dassault Systèmes
- IRONCAD (en) de IronCAD
- TopSolid de TopSolid SAS